# Escudo de Castilla y León
El escudo de Castilla y León es el símbolo heráldico representativo de la comunidad autónoma de Castilla y León, España. Su origen se remonta a la Corona de Castilla, reino medieval de la península ibérica. Su diseño actual se define en el artículo sexto del Estatuto de Autonomía (Ley Orgánica 4/1983), aprobado en 1983.

## Descripción
Es un escudo timbrado por la  corona real abierta, cuartelado en cruz o contracuartelado.
El primer y cuarto cuarteles: sobre campo de gules, un castillo de oro almenado de tres almenas, mamposteado de sable y clarado de azur. El segundo y tercer cuarteles: sobre campo de plata, un león rampante de púrpura, linguado y armado de gules, y coronado de oro.

## Historia
El escudo actual de Castilla y León es el mismo que llevaba como armas el soberano Fernando III el Santo, quien en 1230 heredó de su padre el reino de León, con la consecuente unión de los reinos de Castilla y de León bajo una misma corona.

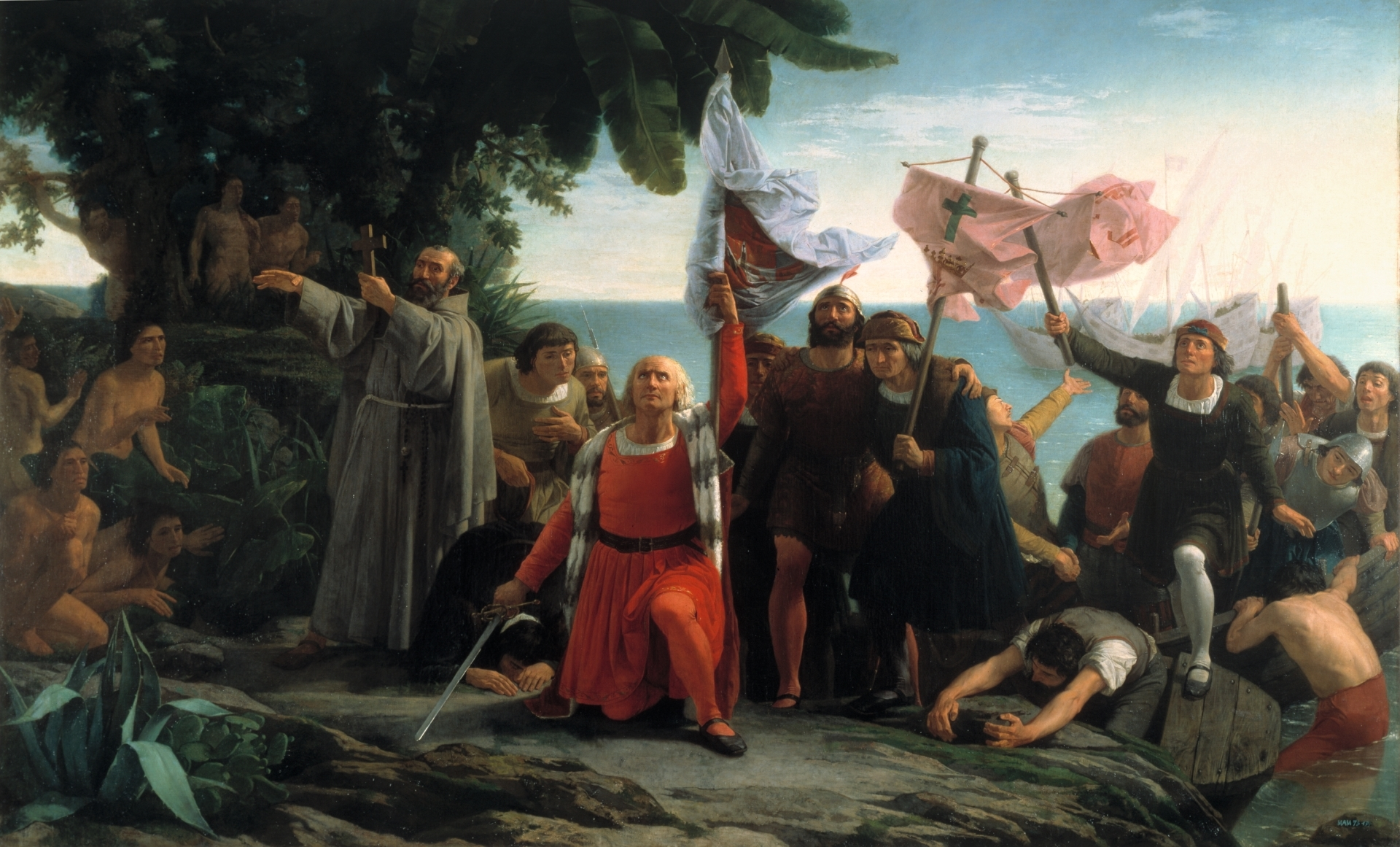
Primer desembarco de Cristóbal Colón en América 1862 (Exposición Nacional, Medalla de Primera clase) por Dióscoro Puebla, donde aparece la bandera de la por aquel entonces Corona de Castilla.

Cabe señalar que este escudo y su bandera fueron las que enarbolaban las carabelas que descubrieron el Nuevo Mundo, ya que de la Corona de Castilla salieron los hombres que se embarcaron en tal empresa. También es el que ondeaba sobre los barcos de Fernando de Magallanes al dar la Primera Vuelta al Mundo (1519-1522), y sobre la nao Victoria, que la completó.

## Imágenes

Diseño heráldico
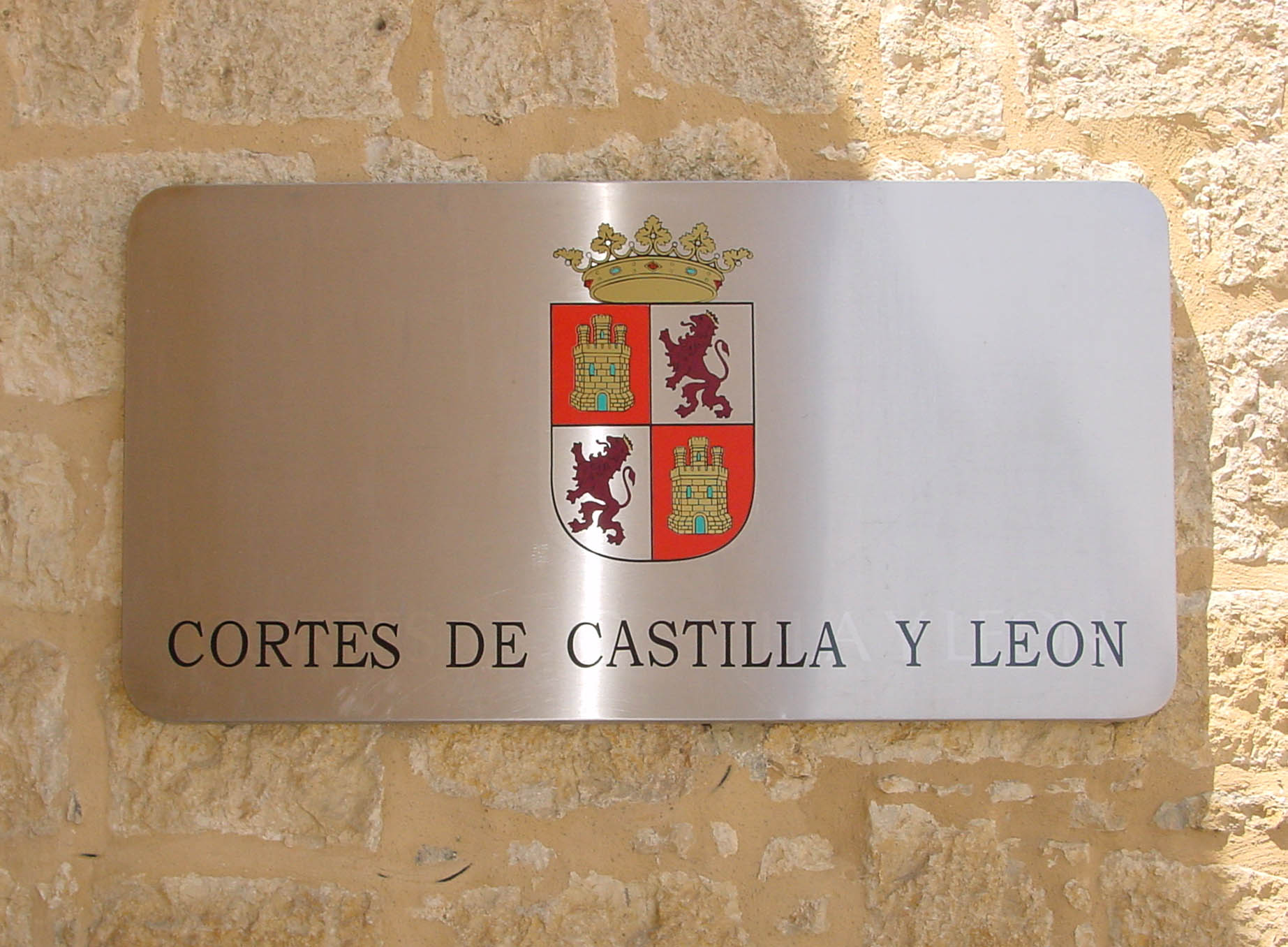
Cartel con el diseño heráldico oficial
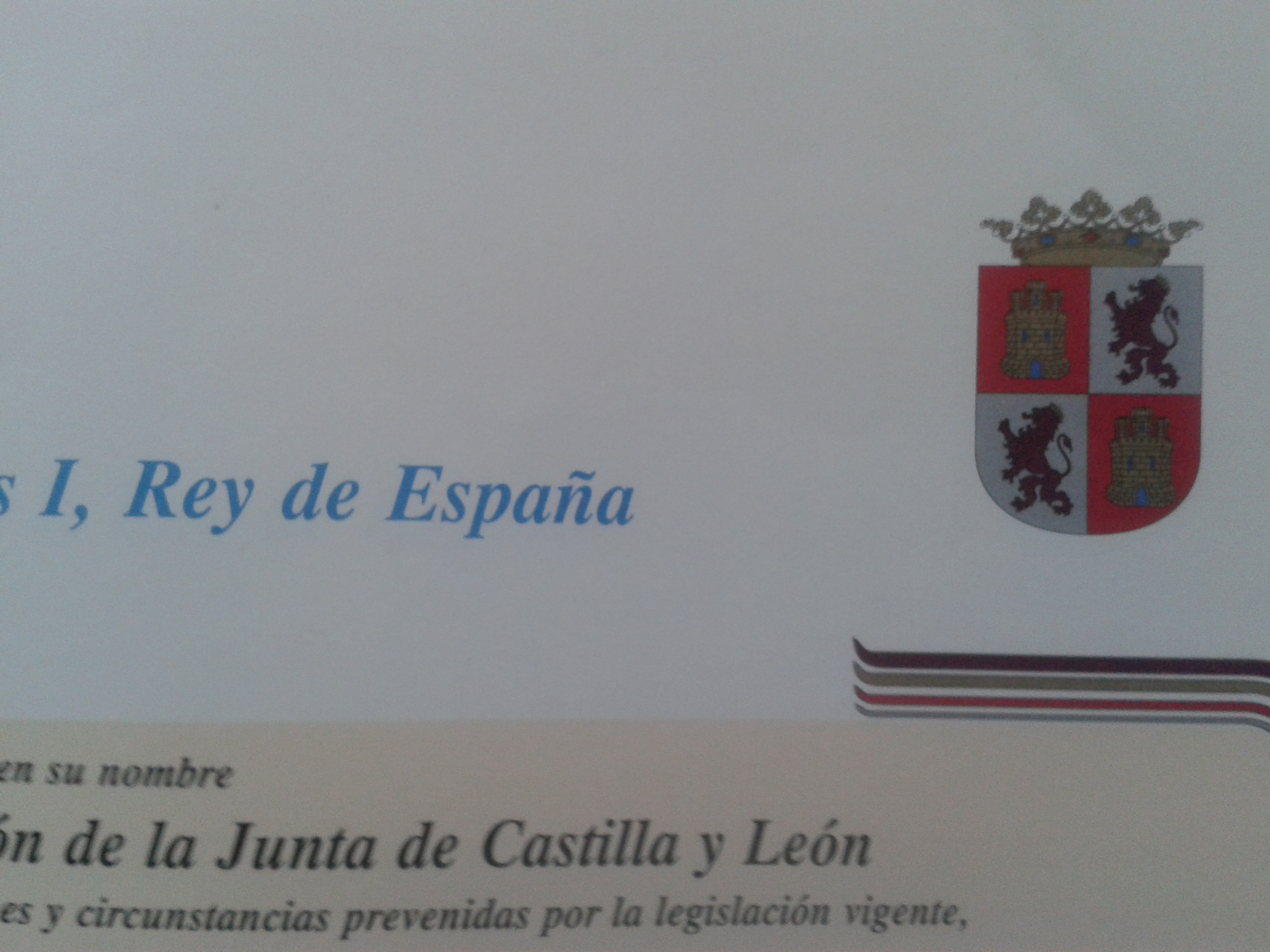
Título de Educación Secundaria expedido en Castilla y León
Versión logotipada para uso de la Junta de Castilla y León